# Skänninge församling
Skänninge församling är en församling i Vätterbygdens kontrakt i Linköpings stift inom Svenska kyrkan, Mjölby kommun. Församlingen ingår i Folkungabygdens pastorat. 

## Administrativ historik
Församlingen återbildades 2010 av Skänninge-Allhelgona församling och församlingarna Bjälbo, Järstad, Normlösa, Vallerstad och Skeppsås och bildade då ett eget pastorat som varade till 2014. Församlingen ingår sedan 2014 i Folkungabygdens pastorat.

## Kyrkoherdar
| Ämbetstid | Namn            | Levnadstid | Övrigt |
| --------- | --------------- | ---------- | ------ |
| 2010–2014 | Mikael Eriksson | 1971-      |        |

### Församlingsherdar
| Ämbetstid | Namn          | Levnadstid | Övrigt |
| --------- | ------------- | ---------- | ------ |
| 2016–2021 | Maria Löfgren | 1976–      |        |

### Komministrar
| Ämbetstid | Namn              | Levnadstid | Övrigt |
| --------- | ----------------- | ---------- | ------ |
| 2010–2022 | Anna-Karin Horner | 1971–      | [ 6 ]  |

## Klockare, kantorer och organister
| Ämbetstid | Namn        | Levnadstid | Övrigt   |
| --------- | ----------- | ---------- | -------- |
| 2010-2018 | Fredrik Alf | 1968-      | Organist |

## Församlingens kyrkor
- Vårfrukyrkan
- Bjälbo kyrka
- Järstads kyrka
- Normlösa kyrka
- Vallerstads kyrka
- Skeppsås kyrka